# Arturo Escobar y Vega
Arturo Escobar y Vega (Ciudad de México, 23 de abril de 1970) es un político mexicano, miembro del Partido Verde Ecologista de México, que ha ocupado varios cargos legislativos. 
Arturo Escobar es licenciado en Derecho por la Universidad Iberoamericana. Maestría en Derecho, New York University, Estados Unidos. Ha cursado diplomaturas en Derecho Ambiental y en Ecología y Desarrollo Sustentable, miembro del Partido Verde Ecologista de México desde 1995.
Diputado a la Asamblea Legislativa del Distrito Federal. Diputado federal a la LVIII Legislatura, 2000-2003. Vocero nacional de su partido y senador de la República para el periodo de 2006 a 2012. 
Del 2012 al 2015 se desempeñó como coordinador del Grupo Parlamentario del Partido Verde en la Cámara de Diputados, además de ser el Vocero Nacional del Partido Verde Ecologista de México. El 1 de septiembre de 2018 vuelve ser diputado por la vía Plurinominal en la LXIV Legislatura.

## Controversias
En 2009 se dio a conocer, a través de diversos medios de comunicación, que en el Aeropuerto de Chiapa de Corzo, Escobar y el empresario y dirigente estatal del PVEM en Chiapas, Fernando Castellanos, fueron detenidos por no haber notificado la portación de un millón cien mil pesos contenidos en una maleta Louis Vuitton.
Arturo Escobar aceptó que el equipaje de lujo era suyo, mas no el dinero portado en él, y señaló como responsable de la filtración de la información al Partido de la Revolución Democrática, como parte de una «guerra sucia».
El 9 de septiembre de 2015 fue nombrado Subsecretario de Prevención y Participación Ciudadana de la Secretaría de Gobernación, siendo su nombramiento rechazado por varias organizaciones ciudadanas debido a los señalamientos de delitos electorales de su partido.
El 25 de noviembre del 2015, la Procuraduría General de la República anunció que solicitaba a un juez una orden de aprehensión  en contra de Arturo Escobar como presunto responsable de delitos electorales como dirigente del Partido Verde, en consecuencia, el mismo día anunció su renuncia a la Subsecretaría que venía desempeñando.